# Classic de l'Ardèche 2023
Classic de l'Ardèche 2023 var den 23. udgave af det franske cykelløb Classic de l'Ardèche. Det 168,5 km lange linjeløb blev kørt den 25. februar 2023 med start og mål i Guilherand-Granges i den sydøstlige del af landet. Løbet var en del af UCI ProSeries 2023. Løbet blev vundet af franske Julian Alaphilippe fra Soudal Quick-Step.

## Resultater
| \| Samlede stilling \| Samlede stilling \| Samlede stilling \| Samlede stilling \| Samlede stilling \| \| Rytter \| Rytter \| Hold \| Tid \| \| \| ---------------- \| ------------------ \| ------------------------ \| ---------------- \| ---------------- \| \| 1. \| Julian Alaphilippe \| Soudal Quick-Step \| 4t 22' 50" \| \| \| 2. \| David Gaudu \| Groupama-FDJ \| + 0" \| \| \| 3. \| Mattias Skjelmose \| Trek-Segafredo \| + 31" \| \| \| 4. \| Victor Lafay \| Cofidis \| + 31" \| \| \| 5. \| Romain Grégoire \| Groupama-FDJ \| + 43" \| \| \| 6. \| Felix Gall \| AG2R Citroën Team \| + 43" \| \| \| 7. \| Lorenzo Rota \| Intermarché-Circus-Wanty \| + 43" \| \| \| 8. \| Guillaume Martin \| Cofidis \| + 51" \| \| \| 9. \| Rui Costa \| Intermarché-Circus-Wanty \| + 54" \| \| \| 10. \| Pierre Latour \| TotalEnergies \| + 54" \| \| |                    |                          |            |
| |                    |                          |            |
| Kilde: ProCyclingStats |                    |                          |            |
| Samlede stilling |                    |                          |            |
| Rytter | Rytter             | Hold                     | Tid        |
| 1. | Julian Alaphilippe | Soudal Quick-Step        | 4t 22' 50" |
| 2. | David Gaudu        | Groupama-FDJ             | + 0"       |
| 3. | Mattias Skjelmose  | Trek-Segafredo           | + 31"      |
| 4. | Victor Lafay       | Cofidis                  | + 31"      |
| 5. | Romain Grégoire    | Groupama-FDJ             | + 43"      |
| 6. | Felix Gall         | AG2R Citroën Team        | + 43"      |
| 7. | Lorenzo Rota       | Intermarché-Circus-Wanty | + 43"      |
| 8. | Guillaume Martin   | Cofidis                  | + 51"      |
| 9. | Rui Costa          | Intermarché-Circus-Wanty | + 54"      |
| 10. | Pierre Latour      | TotalEnergies            | + 54"      |

## Hold og ryttere
| UCI WorldTeams (13)- AG2R Citroën Team - Arkéa-Samsic - Astana Qazaqstan Team - Bora-Hansgrohe - Cofidis - EF Education-EasyPost - Groupama-FDJ - Intermarché-Circus-Wanty - Soudal Quick-Step - Team DSM - Team Jayco AlUla - Trek-Segafredo - UAE Team Emirates UCI ProTeams (6)- Bingoal WB - Israel-Premier Tech - Lotto Dstny - TotalEnergies - Tudor Pro Cycling Team - Uno-X Pro Cycling Team UCI Kontinentalhold (2)- CIC U Nantes Atlantique - Saint Michel-Mavic-Auber 93 |
| |

### Danske ryttere
| Danske ryttere på startlisten |                      |                        |           |
| Rygnummer                     | Rytter               | Hold                   | Placering |
| 17                            | Frederik Wandahl     | Bora-Hansgrohe         | 43        |
| 61                            | Mattias Skjelmose    | Trek-Segafredo         | 3         |
| 106                           | Mikkel Honoré        | EF Education-EasyPost  | 40        |
| 131                           | Andreas Kron         | Lotto Dstny            | 81        |
| 163                           | Marcus Sander Hansen | Uno-X Pro Cycling Team | DNF       |
| 165                           | Jacob Hindsgaul      | Uno-X Pro Cycling Team | 92        |
| 167                           | Niklas Eg            | Uno-X Pro Cycling Team | 98        |
| 186                           | Alexander Kamp       | Tudor Pro Cycling      | DNF       |

* DNF = gennemførte ikke

### Startliste
| UAE Team Emirates UAD | UAE Team Emirates UAD   | UAE Team Emirates UAD |
| --------------------- | ----------------------- | --------------------- |
| Nr.                   | Rytter                  | Placering             |
| 1                     | Diego Ulissi (ITA)      | 35.                   |
| 2                     | George Bennett (NZL)    | 36.                   |
| 3                     | Finn Fisher-Black (NZL) | 106.                  |
| 4                     | Ryan Gibbons (RSA)      | 68.                   |
| 5                     | Davide Formolo (ITA)    | 29.                   |
| 6                     | Felix Groß (GER)        | DNF                   |

| Bora-Hansgrohe BOH | Bora-Hansgrohe BOH              | Bora-Hansgrohe BOH |
| ------------------ | ------------------------------- | ------------------ |
| Nr.                | Rytter                          | Placering          |
| 11                 | Sergio Higuita (COL) (landevej) | 20.                |
| 12                 | Jai Hindley (AUS)               | 32.                |
| 13                 | Cesare Benedetti (POL)          | 79.                |
| 14                 | Victor Koretzky (FRA)           | DNF                |
| 15                 | Anton Palzer (GER)              | 71.                |
| 16                 | Cian Uijtdebroeks (BEL)         | 16.                |
| 17                 | Frederik Wandahl (DEN)          | 43.                |

| Intermarché-Circus-Wanty ICW | Intermarché-Circus-Wanty ICW | Intermarché-Circus-Wanty ICW |
| ---------------------------- | ---------------------------- | ---------------------------- |
| Nr.                          | Rytter                       | Placering                    |
| 21                           | Lilian Calmejane (FRA)       | 18.                          |
| 22                           | Francesco Busatto (ITA)      | 70.                          |
| 23                           | Rui Costa (POR)              | 9.                           |
| 24                           | Laurens Huys (BEL)           | 50.                          |
| 25                           | Lorenzo Rota (ITA)           | 7.                           |
| 27                           | Georg Zimmermann (GER)       | 22.                          |

| Soudal Quick-Step SOQ | Soudal Quick-Step SOQ    | Soudal Quick-Step SOQ |
| --------------------- | ------------------------ | --------------------- |
| Nr.                   | Rytter                   | Placering             |
| 31                    | Julian Alaphilippe (FRA) | 1.                    |
| 32                    | Andrea Bagioli (ITA)     | 41.                   |
| 33                    | Rémi Cavagna (FRA)       | 101.                  |
| 34                    | Dries Devenyns (BEL)     | DNF                   |
| 35                    | James Knox (GBR)         | 105.                  |
| 36                    | Martin Svrček (SVK)      | DNF                   |
| 37                    | Ilan Van Wilder (BEL)    | 21.                   |

| Groupama-FDJ GFC | Groupama-FDJ GFC         | Groupama-FDJ GFC |
| ---------------- | ------------------------ | ---------------- |
| Nr.              | Rytter                   | Placering        |
| 41               | David Gaudu (FRA)        | 2.               |
| 42               | Bruno Armirail (FRA)     | 99.              |
| 43               | Romain Grégoire (FRA)    | 5.               |
| 44               | Lenny Martinez (FRA)     | 17.              |
| 45               | Quentin Pacher (FRA)     | 47.              |
| 46               | Matthieu Ladagnous (FRA) | 83.              |
| 47               | Lorenzo Germani (ITA)    | DNF              |

| Cofidis COF | Cofidis COF            | Cofidis COF |
| ----------- | ---------------------- | ----------- |
| Nr.         | Rytter                 | Placering   |
| 51          | Guillaume Martin (FRA) | 8.          |
| 52          | Eddy Finé (FRA)        | 80.         |
| 53          | Rémy Rochas (FRA)      | 52.         |
| 54          | Victor Lafay (FRA)     | 4.          |
| 55          | Axel Mariault (FRA)    | 84.         |
| 56          | Anthony Perez (FRA)    | 23.         |
| 57          | Thomas Champion (FRA)  | 78.         |

| Trek-Segafredo TFS | Trek-Segafredo TFS       | Trek-Segafredo TFS |
| ------------------ | ------------------------ | ------------------ |
| Nr.                | Rytter                   | Placering          |
| 61                 | Mattias Skjelmose (DEN)  | 3.                 |
| 62                 | Julien Bernard (FRA)     | 55.                |
| 63                 | Dario Cataldo (ITA)      | DNF                |
| 64                 | Tony Gallopin (FRA)      | DNF                |
| 66                 | Quinn Simmons (USA)      | 87.                |
| 67                 | Natnael Tesfatsion (ERI) | 95.                |

| Arkéa-Samsic ARK | Arkéa-Samsic ARK          | Arkéa-Samsic ARK |
| ---------------- | ------------------------- | ---------------- |
| Nr.              | Rytter                    | Placering        |
| 71               | Louis Barré (FRA)         | 72.              |
| 72               | Ewen Costiou (FRA)        | 37.              |
| 73               | Nicolas Edet (FRA)        | DNF              |
| 74               | Élie Gesbert (FRA)        | 27.              |
| 75               | Clément Champoussin (FRA) | 103.             |
| 76               | Michel Ries (LUX)         | 30.              |
| 77               | Cristián Rodríguez (ESP)  | 28.              |

| AG2R Citroën Team ACT | AG2R Citroën Team ACT        | AG2R Citroën Team ACT |
| --------------------- | ---------------------------- | --------------------- |
| Nr.                   | Rytter                       | Placering             |
| 82                    | Clément Venturini (FRA)      | 61.                   |
| 83                    | Mikaël Cherel (FRA)          | 25.                   |
| 84                    | Felix Gall (AUT)             | 6.                    |
| 85                    | Dorian Godon (FRA)           | 54.                   |
| 86                    | Nans Peters (FRA)            | 51.                   |
| 87                    | Aurélien Paret-Peintre (FRA) | 13.                   |

| Team Jayco AlUla JAY | Team Jayco AlUla JAY       | Team Jayco AlUla JAY |
| -------------------- | -------------------------- | -------------------- |
| Nr.                  | Rytter                     | Placering            |
| 91                   | Matteo Sobrero (ITA)       | 76.                  |
| 92                   | Kevin Colleoni (ITA)       | 100.                 |
| 93                   | Alessandro De Marchi (ITA) | 102.                 |
| 94                   | Tsgabu Grmay (ETH)         | 44.                  |
| 95                   | Filippo Zana (ITA)         | 34.                  |
| 96                   | Jesús David Peña (COL)     | DNF                  |

| EF Education-EasyPost EFE | EF Education-EasyPost EFE        | EF Education-EasyPost EFE |
| ------------------------- | -------------------------------- | ------------------------- |
| Nr.                       | Rytter                           | Placering                 |
| 101                       | Esteban Chaves (COL)             | 15.                       |
| 102                       | Jonathan Caicedo (ECU)           | 56.                       |
| 103                       | Sean Quinn (USA)                 | 88.                       |
| 104                       | Jefferson Alexander Cepeda (ECU) | 19.                       |
| 105                       | Odd Christian Eiking (NOR)       | 39.                       |
| 106                       | Mikkel Honoré (DEN)              | 40.                       |
| 107                       | Merhawi Kudus (ERI) (landevej)   | 96.                       |

| Team DSM DSM | Team DSM DSM             | Team DSM DSM |
| ------------ | ------------------------ | ------------ |
| Nr.          | Rytter                   | Placering    |
| 111          | Romain Bardet (FRA)      | 11.          |
| 112          | Romain Combaud (FRA)     | 91.          |
| 113          | Matthew Dinham (AUS)     | 46.          |
| 114          | Chris Hamilton (AUS)     | 33.          |
| 115          | Lorenzo Milesi (ITA)     | 65.          |
| 116          | Martijn Tusveld (NED)    | 82.          |
| 117          | Max van der Meulen (NED) | DNF          |

| Astana Qazaqstan Team AST | Astana Qazaqstan Team AST | Astana Qazaqstan Team AST |
| ------------------------- | ------------------------- | ------------------------- |
| Nr.                       | Rytter                    | Placering                 |
| 121                       | Andrej Zejts (KAZ)        | DNF                       |
| 122                       | Aljaksandr Rabusjenka     | 73.                       |
| 123                       | Fabio Felline (ITA)       | 94.                       |
| 124                       | Vadim Pronskij (KAZ)      | DNF                       |
| 125                       | Harold Martín López (ECU) | 42.                       |
| 127                       | Nicolas Vinokurov (KAZ)   | DNF                       |

| Lotto Dstny LTD | Lotto Dstny LTD           | Lotto Dstny LTD |
| --------------- | ------------------------- | --------------- |
| Nr.             | Rytter                    | Placering       |
| 131             | Andreas Kron (DEN)        | 81.             |
| 132             | Ramses Debruyne (BEL)     | 85.             |
| 133             | Jago Willems (BEL)        | 45.             |
| 134             | Sylvain Moniquet (BEL)    | 75.             |
| 135             | Harry Sweeny (AUS)        | 104.            |
| 136             | Lennert Van Eetvelt (BEL) | 49.             |
| 137             | Maxim Van Gils (BEL)      | 12.             |

| TotalEnergies TEN | TotalEnergies TEN       | TotalEnergies TEN |
| ----------------- | ----------------------- | ----------------- |
| Nr.               | Rytter                  | Placering         |
| 141               | Pierre Latour (FRA)     | 10.               |
| 142               | Alexis Vuillermoz (FRA) | 59.               |
| 143               | Jérémy Cabot (FRA)      | DNF               |
| 144               | Fabien Doubey (FRA)     | DNF               |
| 145               | Valentin Ferron (FRA)   | 74.               |
| 146               | Alan Jousseaume (FRA)   | DNF               |
| 147               | Paul Ourselin (FRA)     | 58.               |

| Israel-Premier Tech IPT | Israel-Premier Tech IPT | Israel-Premier Tech IPT |
| ----------------------- | ----------------------- | ----------------------- |
| Nr.                     | Rytter                  | Placering               |
| 151                     | Michael Woods (CAN)     | 14.                     |
| 152                     | Marco Frigo (ITA)       | 60.                     |
| 153                     | Mason Hollyman (GBR)    | DNF                     |
| 155                     | Sebastian Berwick (AUS) | 86.                     |
| 157                     | Stephen Williams (GBR)  | DNF                     |

| Uno-X Pro Cycling Team UXT | Uno-X Pro Cycling Team UXT | Uno-X Pro Cycling Team UXT |
| -------------------------- | -------------------------- | -------------------------- |
| Nr.                        | Rytter                     | Placering                  |
| 162                        | Torstein Træen (NOR)       | 26.                        |
| 163                        | Marcus Sander Hansen (DEN) | DNF                        |
| 164                        | Ådne Holter (NOR)          | 57.                        |
| 165                        | Jacob Hindsgaul (DEN)      | 92.                        |
| 166                        | Fredrik Dversnes (NOR)     | DNF                        |
| 167                        | Niklas Eg (DEN)            | 98.                        |

| Bingoal WB BWB | Bingoal WB BWB            | Bingoal WB BWB |
| -------------- | ------------------------- | -------------- |
| Nr.            | Rytter                    | Placering      |
| 171            | Alexis Guérin (FRA)       | DNF            |
| 172            | Floris De Tier (BEL)      | DNF            |
| 173            | Johan Meens (BEL)         | 77.            |
| 174            | Dimitri Peyskens (BEL)    | 67.            |
| 175            | Lennert Teugels (BEL)     | 31.            |
| 176            | Marco Tizza (ITA)         | 89.            |
| 177            | Aaron Van der Beken (BEL) | 69.            |

| Tudor Pro Cycling Team TUD | Tudor Pro Cycling Team TUD      | Tudor Pro Cycling Team TUD |
| -------------------------- | ------------------------------- | -------------------------- |
| Nr.                        | Rytter                          | Placering                  |
| 181                        | Sébastien Reichenbach (SUI)     | 38.                        |
| 182                        | Nils Brun (SUI)                 | DNF                        |
| 183                        | Aloïs Charrin (FRA)             | 63.                        |
| 184                        | Lucas Eriksson (SWE) (landevej) | 64.                        |
| 185                        | Simon Pellaud (SUI)             | 62.                        |
| 186                        | Alexander Kamp (DEN) (landevej) | DNF                        |
| 187                        | Roland Thalmann (SUI)           | 48.                        |

| Saint Michel-Mavic-Auber 93 AUB | Saint Michel-Mavic-Auber 93 AUB | Saint Michel-Mavic-Auber 93 AUB |
| ------------------------------- | ------------------------------- | ------------------------------- |
| Nr.                             | Rytter                          | Placering                       |
| 191                             | Morne van Niekerk (RSA)         | DNF                             |
| 192                             | Thomas Devaux (FRA)             | DNF                             |
| 193                             | Nicolas Debeaumarché (FRA)      | DNF                             |
| 194                             | Joris Delbove (FRA)             | DNF                             |
| 195                             | Anthony Maldonado (FRA)         | DNF                             |
| 196                             | Florian Rapiteau (FRA)          | DNF                             |
| 197                             | Thomas Gachignard (FRA)         | 90.                             |

| CIC U Nantes Atlantique UCN | CIC U Nantes Atlantique UCN | CIC U Nantes Atlantique UCN |
| --------------------------- | --------------------------- | --------------------------- |
| Nr.                         | Rytter                      | Placering                   |
| 201                         | Jordan Jegat (FRA)          | 24.                         |
| 202                         | Yaël Joalland (FRA)         | 53.                         |
| 203                         | Léo Danès (FRA)             | 93.                         |
| 204                         | Maël Guégan (FRA)           | 66.                         |
| 205                         | Robin Plamondon (CAN)       | 97.                         |
| 206                         | Nolann Mahoudo (FRA)        | DNF                         |
| 207                         | Noa Isidore (FRA)           | DNF                         |

| UAE Team Emirates UAD | UAE Team Emirates UAD   | UAE Team Emirates UAD |
| --------------------- | ----------------------- | --------------------- |
| Nr.                   | Rytter                  | Placering             |
| 1                     | Diego Ulissi (ITA)      | 35.                   |
| 2                     | George Bennett (NZL)    | 36.                   |
| 3                     | Finn Fisher-Black (NZL) | 106.                  |
| 4                     | Ryan Gibbons (RSA)      | 68.                   |
| 5                     | Davide Formolo (ITA)    | 29.                   |
| 6                     | Felix Groß (GER)        | DNF                   |

| Bora-Hansgrohe BOH | Bora-Hansgrohe BOH              | Bora-Hansgrohe BOH |
| ------------------ | ------------------------------- | ------------------ |
| Nr.                | Rytter                          | Placering          |
| 11                 | Sergio Higuita (COL) (landevej) | 20.                |
| 12                 | Jai Hindley (AUS)               | 32.                |
| 13                 | Cesare Benedetti (POL)          | 79.                |
| 14                 | Victor Koretzky (FRA)           | DNF                |
| 15                 | Anton Palzer (GER)              | 71.                |
| 16                 | Cian Uijtdebroeks (BEL)         | 16.                |
| 17                 | Frederik Wandahl (DEN)          | 43.                |

| Intermarché-Circus-Wanty ICW | Intermarché-Circus-Wanty ICW | Intermarché-Circus-Wanty ICW |
| ---------------------------- | ---------------------------- | ---------------------------- |
| Nr.                          | Rytter                       | Placering                    |
| 21                           | Lilian Calmejane (FRA)       | 18.                          |
| 22                           | Francesco Busatto (ITA)      | 70.                          |
| 23                           | Rui Costa (POR)              | 9.                           |
| 24                           | Laurens Huys (BEL)           | 50.                          |
| 25                           | Lorenzo Rota (ITA)           | 7.                           |
| 27                           | Georg Zimmermann (GER)       | 22.                          |

| Soudal Quick-Step SOQ | Soudal Quick-Step SOQ    | Soudal Quick-Step SOQ |
| --------------------- | ------------------------ | --------------------- |
| Nr.                   | Rytter                   | Placering             |
| 31                    | Julian Alaphilippe (FRA) | 1.                    |
| 32                    | Andrea Bagioli (ITA)     | 41.                   |
| 33                    | Rémi Cavagna (FRA)       | 101.                  |
| 34                    | Dries Devenyns (BEL)     | DNF                   |
| 35                    | James Knox (GBR)         | 105.                  |
| 36                    | Martin Svrček (SVK)      | DNF                   |
| 37                    | Ilan Van Wilder (BEL)    | 21.                   |

| Groupama-FDJ GFC | Groupama-FDJ GFC         | Groupama-FDJ GFC |
| ---------------- | ------------------------ | ---------------- |
| Nr.              | Rytter                   | Placering        |
| 41               | David Gaudu (FRA)        | 2.               |
| 42               | Bruno Armirail (FRA)     | 99.              |
| 43               | Romain Grégoire (FRA)    | 5.               |
| 44               | Lenny Martinez (FRA)     | 17.              |
| 45               | Quentin Pacher (FRA)     | 47.              |
| 46               | Matthieu Ladagnous (FRA) | 83.              |
| 47               | Lorenzo Germani (ITA)    | DNF              |

| Cofidis COF | Cofidis COF            | Cofidis COF |
| ----------- | ---------------------- | ----------- |
| Nr.         | Rytter                 | Placering   |
| 51          | Guillaume Martin (FRA) | 8.          |
| 52          | Eddy Finé (FRA)        | 80.         |
| 53          | Rémy Rochas (FRA)      | 52.         |
| 54          | Victor Lafay (FRA)     | 4.          |
| 55          | Axel Mariault (FRA)    | 84.         |
| 56          | Anthony Perez (FRA)    | 23.         |
| 57          | Thomas Champion (FRA)  | 78.         |

| Trek-Segafredo TFS | Trek-Segafredo TFS       | Trek-Segafredo TFS |
| ------------------ | ------------------------ | ------------------ |
| Nr.                | Rytter                   | Placering          |
| 61                 | Mattias Skjelmose (DEN)  | 3.                 |
| 62                 | Julien Bernard (FRA)     | 55.                |
| 63                 | Dario Cataldo (ITA)      | DNF                |
| 64                 | Tony Gallopin (FRA)      | DNF                |
| 66                 | Quinn Simmons (USA)      | 87.                |
| 67                 | Natnael Tesfatsion (ERI) | 95.                |

| Arkéa-Samsic ARK | Arkéa-Samsic ARK          | Arkéa-Samsic ARK |
| ---------------- | ------------------------- | ---------------- |
| Nr.              | Rytter                    | Placering        |
| 71               | Louis Barré (FRA)         | 72.              |
| 72               | Ewen Costiou (FRA)        | 37.              |
| 73               | Nicolas Edet (FRA)        | DNF              |
| 74               | Élie Gesbert (FRA)        | 27.              |
| 75               | Clément Champoussin (FRA) | 103.             |
| 76               | Michel Ries (LUX)         | 30.              |
| 77               | Cristián Rodríguez (ESP)  | 28.              |

| AG2R Citroën Team ACT | AG2R Citroën Team ACT        | AG2R Citroën Team ACT |
| --------------------- | ---------------------------- | --------------------- |
| Nr.                   | Rytter                       | Placering             |
| 82                    | Clément Venturini (FRA)      | 61.                   |
| 83                    | Mikaël Cherel (FRA)          | 25.                   |
| 84                    | Felix Gall (AUT)             | 6.                    |
| 85                    | Dorian Godon (FRA)           | 54.                   |
| 86                    | Nans Peters (FRA)            | 51.                   |
| 87                    | Aurélien Paret-Peintre (FRA) | 13.                   |

| Team Jayco AlUla JAY | Team Jayco AlUla JAY       | Team Jayco AlUla JAY |
| -------------------- | -------------------------- | -------------------- |
| Nr.                  | Rytter                     | Placering            |
| 91                   | Matteo Sobrero (ITA)       | 76.                  |
| 92                   | Kevin Colleoni (ITA)       | 100.                 |
| 93                   | Alessandro De Marchi (ITA) | 102.                 |
| 94                   | Tsgabu Grmay (ETH)         | 44.                  |
| 95                   | Filippo Zana (ITA)         | 34.                  |
| 96                   | Jesús David Peña (COL)     | DNF                  |

| EF Education-EasyPost EFE | EF Education-EasyPost EFE        | EF Education-EasyPost EFE |
| ------------------------- | -------------------------------- | ------------------------- |
| Nr.                       | Rytter                           | Placering                 |
| 101                       | Esteban Chaves (COL)             | 15.                       |
| 102                       | Jonathan Caicedo (ECU)           | 56.                       |
| 103                       | Sean Quinn (USA)                 | 88.                       |
| 104                       | Jefferson Alexander Cepeda (ECU) | 19.                       |
| 105                       | Odd Christian Eiking (NOR)       | 39.                       |
| 106                       | Mikkel Honoré (DEN)              | 40.                       |
| 107                       | Merhawi Kudus (ERI) (landevej)   | 96.                       |

| Team DSM DSM | Team DSM DSM             | Team DSM DSM |
| ------------ | ------------------------ | ------------ |
| Nr.          | Rytter                   | Placering    |
| 111          | Romain Bardet (FRA)      | 11.          |
| 112          | Romain Combaud (FRA)     | 91.          |
| 113          | Matthew Dinham (AUS)     | 46.          |
| 114          | Chris Hamilton (AUS)     | 33.          |
| 115          | Lorenzo Milesi (ITA)     | 65.          |
| 116          | Martijn Tusveld (NED)    | 82.          |
| 117          | Max van der Meulen (NED) | DNF          |

| Astana Qazaqstan Team AST | Astana Qazaqstan Team AST | Astana Qazaqstan Team AST |
| ------------------------- | ------------------------- | ------------------------- |
| Nr.                       | Rytter                    | Placering                 |
| 121                       | Andrej Zejts (KAZ)        | DNF                       |
| 122                       | Aljaksandr Rabusjenka     | 73.                       |
| 123                       | Fabio Felline (ITA)       | 94.                       |
| 124                       | Vadim Pronskij (KAZ)      | DNF                       |
| 125                       | Harold Martín López (ECU) | 42.                       |
| 127                       | Nicolas Vinokurov (KAZ)   | DNF                       |

| Lotto Dstny LTD | Lotto Dstny LTD           | Lotto Dstny LTD |
| --------------- | ------------------------- | --------------- |
| Nr.             | Rytter                    | Placering       |
| 131             | Andreas Kron (DEN)        | 81.             |
| 132             | Ramses Debruyne (BEL)     | 85.             |
| 133             | Jago Willems (BEL)        | 45.             |
| 134             | Sylvain Moniquet (BEL)    | 75.             |
| 135             | Harry Sweeny (AUS)        | 104.            |
| 136             | Lennert Van Eetvelt (BEL) | 49.             |
| 137             | Maxim Van Gils (BEL)      | 12.             |

| TotalEnergies TEN | TotalEnergies TEN       | TotalEnergies TEN |
| ----------------- | ----------------------- | ----------------- |
| Nr.               | Rytter                  | Placering         |
| 141               | Pierre Latour (FRA)     | 10.               |
| 142               | Alexis Vuillermoz (FRA) | 59.               |
| 143               | Jérémy Cabot (FRA)      | DNF               |
| 144               | Fabien Doubey (FRA)     | DNF               |
| 145               | Valentin Ferron (FRA)   | 74.               |
| 146               | Alan Jousseaume (FRA)   | DNF               |
| 147               | Paul Ourselin (FRA)     | 58.               |

| Israel-Premier Tech IPT | Israel-Premier Tech IPT | Israel-Premier Tech IPT |
| ----------------------- | ----------------------- | ----------------------- |
| Nr.                     | Rytter                  | Placering               |
| 151                     | Michael Woods (CAN)     | 14.                     |
| 152                     | Marco Frigo (ITA)       | 60.                     |
| 153                     | Mason Hollyman (GBR)    | DNF                     |
| 155                     | Sebastian Berwick (AUS) | 86.                     |
| 157                     | Stephen Williams (GBR)  | DNF                     |

| Uno-X Pro Cycling Team UXT | Uno-X Pro Cycling Team UXT | Uno-X Pro Cycling Team UXT |
| -------------------------- | -------------------------- | -------------------------- |
| Nr.                        | Rytter                     | Placering                  |
| 162                        | Torstein Træen (NOR)       | 26.                        |
| 163                        | Marcus Sander Hansen (DEN) | DNF                        |
| 164                        | Ådne Holter (NOR)          | 57.                        |
| 165                        | Jacob Hindsgaul (DEN)      | 92.                        |
| 166                        | Fredrik Dversnes (NOR)     | DNF                        |
| 167                        | Niklas Eg (DEN)            | 98.                        |

| Bingoal WB BWB | Bingoal WB BWB            | Bingoal WB BWB |
| -------------- | ------------------------- | -------------- |
| Nr.            | Rytter                    | Placering      |
| 171            | Alexis Guérin (FRA)       | DNF            |
| 172            | Floris De Tier (BEL)      | DNF            |
| 173            | Johan Meens (BEL)         | 77.            |
| 174            | Dimitri Peyskens (BEL)    | 67.            |
| 175            | Lennert Teugels (BEL)     | 31.            |
| 176            | Marco Tizza (ITA)         | 89.            |
| 177            | Aaron Van der Beken (BEL) | 69.            |

| Tudor Pro Cycling Team TUD | Tudor Pro Cycling Team TUD      | Tudor Pro Cycling Team TUD |
| -------------------------- | ------------------------------- | -------------------------- |
| Nr.                        | Rytter                          | Placering                  |
| 181                        | Sébastien Reichenbach (SUI)     | 38.                        |
| 182                        | Nils Brun (SUI)                 | DNF                        |
| 183                        | Aloïs Charrin (FRA)             | 63.                        |
| 184                        | Lucas Eriksson (SWE) (landevej) | 64.                        |
| 185                        | Simon Pellaud (SUI)             | 62.                        |
| 186                        | Alexander Kamp (DEN) (landevej) | DNF                        |
| 187                        | Roland Thalmann (SUI)           | 48.                        |

| Saint Michel-Mavic-Auber 93 AUB | Saint Michel-Mavic-Auber 93 AUB | Saint Michel-Mavic-Auber 93 AUB |
| ------------------------------- | ------------------------------- | ------------------------------- |
| Nr.                             | Rytter                          | Placering                       |
| 191                             | Morne van Niekerk (RSA)         | DNF                             |
| 192                             | Thomas Devaux (FRA)             | DNF                             |
| 193                             | Nicolas Debeaumarché (FRA)      | DNF                             |
| 194                             | Joris Delbove (FRA)             | DNF                             |
| 195                             | Anthony Maldonado (FRA)         | DNF                             |
| 196                             | Florian Rapiteau (FRA)          | DNF                             |
| 197                             | Thomas Gachignard (FRA)         | 90.                             |

| CIC U Nantes Atlantique UCN | CIC U Nantes Atlantique UCN | CIC U Nantes Atlantique UCN |
| --------------------------- | --------------------------- | --------------------------- |
| Nr.                         | Rytter                      | Placering                   |
| 201                         | Jordan Jegat (FRA)          | 24.                         |
| 202                         | Yaël Joalland (FRA)         | 53.                         |
| 203                         | Léo Danès (FRA)             | 93.                         |
| 204                         | Maël Guégan (FRA)           | 66.                         |
| 205                         | Robin Plamondon (CAN)       | 97.                         |
| 206                         | Nolann Mahoudo (FRA)        | DNF                         |
| 207                         | Noa Isidore (FRA)           | DNF                         |